# Kinh tế học
Kinh tế học (Tiếng Anh: economics) là môn khoa học xã hội nghiên cứu sự sản xuất, phân phối và tiêu dùng các loại hàng hóa và dịch vụ. Kinh tế học cũng nghiên cứu cách thức xã hội quản lý các nguồn tài nguyên thông minh (nguồn lực) khan hiếm của nó. Nghiên cứu kinh tế học nhằm mục đích giải thích cách thức các nền kinh tế vận động và cách tác nhân kinh tế tương tác với nhau. Các nguyên tắc kinh tế được ứng dụng trong đời sống xã hội, trong thương mại, tài chính và hành chính công, thậm chí là trong ngành tội phạm học, giáo dục, xã hội học, luật học và nhiều ngành khoa học khác.

## Định nghĩa kinh tế học
Theo một khái niệm chung nhất, kinh tế học là một bộ môn khoa học xã hội giúp cho con người hiểu về cách thức vận hành của nền kinh tế nói chung và cách thức ứng xử của từng chủ thể tham gia vào nền kinh tế nói riêng. Vấn đề khan hiếm nguồn lực yêu cầu các nền kinh tế hay các đơn vị kinh tế phải lựa chọn. Các Nhà Kinh tế cho rằng: Kinh tế học là "khoa học của sự lựa chọn". Kinh tế học tập trung vào việc sử dụng và quản lý các nguồn lực hạn chế để đạt được thỏa mãn tối đa nhu cầu vật chất của con người. Đặc biệt, kinh tế học nghiên cứu hành vi trong sản xuất, phân phối và tiêu dùng hàng hóa, dịch vụ trong thế giới có nguồn lực hạn chế.
Như vậy, kinh tế học quan tâm đến hành vi của toàn bộ nền kinh tế tổng thể và hành vi của các chủ thể riêng lẻ trong nền kinh tế, bao gồm các doanh nghiệp,hộ tiêu dùng, người lao động và chính phủ. Mỗi chủ thể kinh tế đều có mục tiêu để hướng tới, đó là tối đa hóa lợi ích kinh tế của họ. Mục tiêu của các doanh nghiệp là tối đa hóa lợi nhuận, mục tiêu của các hộ tiêu dùng là tối đa hóa mức độ tiêu dùng, mục tiêu của người lao động là tối đa hóa tiền công và mục tiêu của chính phủ là tối đa hóa lợi ích xã hội. Kinh tế học có nhiệm vụ giúp các chủ thể kinh tế giải quyết bài toán tối đa hóa lợi ích kinh tế này.
Kinh tế học có hai bộ phận cấu thành hữu cơ là kinh tế học vi mô và kinh tế học vĩ mô. Các Nhà Kinh tế phân kinh tế học theo hai mức độ phân tích khác nhau: vi mô và vĩ mô.

### Kinh tế học vi mô
Kinh tế học vi mô nghiên cứu các quyết định của các cá nhân và doanh nghiệp và các tương
tác giữa các quyết định này trên thị trường. Kinh tế học vi mô giải quyết các đơn vị cụ thể của
nền kinh tế và xem xét một cách chi tiết cách thức vận hành của các đơn vị kinh tế hay các
phân đoạn của nền kinh tế.
Mục tiêu của kinh tế học vi mô nhằm giải thích giá và lượng của một hàng hóa cụ thể.
Kinh tế học vi mô còn nghiên cứu các quy định, thuế của chính phủ tác động đến giá và lượng
hàng hóa và dịch vụ cụ thể. Chẳng hạn, kinh tế học vi mô nghiên cứu các yếu tố nhằm xác
định giá và lượng xe hơi, đồng thời nghiên cứu các quy định và thuế của chính phủ tác động
đến giá cả và sản lượng xe hơi trên thị trường.

### Kinh tế học vĩ mô
Kinh tế học vĩ mô nghiên cứu nền kinh tế quốc gia và kinh tế toàn cầu, xem xét xu hướng
phát triến và phân tích biến động một cách tổng thể, toàn diện về cấu trúc của nền kinh tế và
mối quan hệ giữa các bộ phận cấu thành của nền kinh tế.
Mục tiêu phân tích của kinh tế học vĩ mô nhằm giải thích giá cả bình quân, tổng việc làm,
tổng thu nhập, tổng sản lượng sản xuất. Kinh tế học vĩ mô còn nghiên cứu các tác động của
chính phủ như thu ngân sách, chi tiêu chính phủ, thâm hụt ngân sách lên tổng việc làm và tổng thu nhập. Chẳng hạn,
kinh tế học vĩ mô nghiên cứu chi phí sống bình quân của dân cư, tổng giá trị sản xuất,
thu chi ngân sách của một quốc gia.
Sự phân biệt kinh tế học vi mô và vĩ mô không có nghĩa là phải tách rời các vấn đề kinh tế một cách riêng biệt. Nhiều vấn đề liên quan đến cả hai. Chẳng hạn, sự ra đời của video game
và sự phát triển của thị trường sản phẩm truyền thông. Kinh tế học vĩ mô giải thích ảnh hưởng
của phát minh lên tổng chi tiêu và việc làm của toàn bộ nền kinh tế. Trong khi đó, kinh tế học
vi mô giải thích các ảnh hưởng của phát minh lên giá và lượng của sản phẩm này và số người
tham gia trò chơi.
Kinh tế học vi mô và kinh tế học vĩ mô là hai bộ phận cấu thành quan trọng của môn kinh tế học, có mối quan hệ hữu cơ với nhau. Mối quan hệ này cho thấy rằng, trong thực tiễn quản lý kinh tế, cần thiết phải giải quyết tốt các vấn đề kinh tế trên cả hai phương diện vi mô và vĩ mô. Nếu chỉ tập trung vào những vấn đề vi mô như tối đa hóa lợi nhuận của doanh nghiệp mà không có sự điều tiết của chính phủ, thì không thể có một nền kinh tế thực sự phát triển ổn định, bình đẳng và công bằng.
Kinh tế học là một nhánh của khoa học xã hội nghiên cứu sản xuất, phân phối, tiêu dùng các hàng hóa và dịch vụ. Từ "economics" (nghĩa là: kinh tế học) trong tiếng Anh (và các chữ tương tự như: "économiques" trong tiếng Pháp, "Ökonomik" trong tiếng Đức) bắt nguồn từ tiếng Hy Lạp với "oikos" là "nhà" và "nomos" là "quy tắc" hay "quy luật", nghĩa là "quy tắc quản lý gia đình". Trong tiếng Việt, từ "kinh tế" là một từ Hán Việt, rút gọn từ cụm từ "kinh bang tế thế"(nghĩa là: trị nước, giúp đời) và từ "học" là một từ Hán Việt có nghĩa là "tiếp thu tri thức" thường được đi kèm sau tên các ngành khoa học (như "ngôn ngữ học","toán học"). Nội dung của khái niệm kinh tế đã mở rộng cùng với sự phát triển xã hội và nhận thức của con người. Kinh tế được xem là một lĩnh vực hoạt động của xã hội loài người trong việc tạo ra giá trị đồng thời với sự tác động của con người vào thiên nhiên nhằm thỏa mãn nhu cầu của con người và xã hội. Xuất phát từ nhận thức sự phát triển những mối quan hệ trong quá trình đó đã hình thành một môn khoa học, gọi là khoa học kinh tế, gồm tập hợp các ngành khoa học được chia thành hai nhóm:
- Kinh tế học lý luận (lý thuyết kinh tế) - chuyên nghiên cứu bản chất, nội dung và quy luật phát triển chung nhất của các quá trình kinh tế.
- Kinh tế học ứng dụng – nghiên cứu những chức năng riêng biệt trong quản lý kinh tế, hay nói cách khác, xây dựng những lý thuyết và phương pháp quản lý để ứng dụng trong các ngành kinh tế riêng biệt.

Sản xuất, tiêu dùng, tiết kiệm, đầu tư, mua quà tặng hay đi du lịch... mỗi hành động của con người hiện đại đều ngầm chứa một hành vi kinh tế, vậy nên thật khó có thể đưa ra một định nghĩa kinh tế học vừa đơn giản mà lại vừa bao quát vấn đề.
Mặc dù, những cuộc thảo luận về sản xuất và phân phối đã trải qua một quá trình lịch sử lâu dài, kinh tế học được xem là một khoa học độc lập chỉ được xác định chính thức vào thời điểm xuất bản cuốn sách "Của cải của các dân tộc" viết bởi Adam Smith năm 1776. Smith dùng thuật ngữ "kinh tế chính trị" để gọi tên môn khoa học này, nhưng dần dần, thuật ngữ này đã được thay thế bằng thuật ngữ "kinh tế học" từ sau năm 1870. Ông cho rằng "sự giàu có" chỉ xuất hiện khi con người có thể sản xuất nhiều hơn với nguồn lực lao động và tài nguyên sẵn có. Như vậy, theo Smith, định nghĩa kinh tế cũng là định nghĩa về sự giàu có .
John Stuart Mill định nghĩa khoa học kinh tế là "khoa học ứng dụng của sản xuất và phân phối của cải" . Định nghĩa này được đưa vào từ điển tiếng Anh rút gọn Oxford mặc dù nó không đề cập đến vai trò quan trọng của tiêu thụ. Đối với Mill của cải được xác định như toàn bộ những vật thể có ích.
Định nghĩa được xem là bao quát nhất cho kinh tế học hiện đại do Lionel Robbins đưa ra là: "Khoa học nghiên cứu hành vi con người cũng như mối quan hệ giữa nhu cầu và nguồn lực khan hiếm, trong đó có giải pháp chọn lựa cách sử dụng" . Theo ông, sự khan hiếm nguồn lực có nghĩa là tài nguyên không đủ để thỏa mãn tất cả mọi ước muốn và nhu cầu của mọi người. Không có sự khan hiếm và các cách sử dụng nguồn lực thay thế nhau thì sẽ không có vấn đề kinh tế nào cả. Do đó, kinh tế học, giờ đây trở thành khoa học của sự lựa chọn bị ảnh hưởng như thế nào bởi các động lực khuyến khích và các nguồn lực.
Một trong các ứng dụng của kinh tế học là giải thích làm thế nào mà nền kinh tế, hay hệ thống kinh tế hoạt động và có những mối quan hệ nào giữa những người chơi (tác nhân) kinh tế trong một xã hội rộng lớn hơn. Những phương pháp phân tích vốn ban đầu là của kinh tế học, giờ đây, cũng được ứng dụng trong nhiều lĩnh vực khác liên quan đến sự lựa chọn của con người trong các tình huống xã hội như tội phạm, giáo dục, gia đình, khoa học sức khoẻ, luật, chính trị, tôn giáo, thể chế xã hội hay chiến tranh.
Kinh tế học lý luận là phần quan trọng nhất của khoa học kinh tế, tạo ra cơ sở lý luận để phát triển kinh tế học ứng dụng. Bằng các cách tiếp cận khác nhau các nhà nghiên cứu muốn đưa ra những học thuyết hợp lý nhằm làm sáng tỏ bức tranh hoạt động kinh tế của xã hội và theo đó, sử dụng học thuyết để làm công cụ phân tích và dự đoán những xu hướng kinh tế. Các lý thuyết kinh tế được xây dựng từ các phạm trù của kinh tế như: giá trị, lao động, trao đổi, tiền tệ, tư bản v.v. Trong đó các phạm trù của kinh tế đóng vai trò như những công cụ nhận thức riêng biệt. Các quá trình kinh tế được xem là cơ bản và là đối tượng nghiên cứu của khoa học kinh tế là sản xuất, phân phối, trao đổi và tiêu thụ hàng hóa. Tuy nhiên nhiều sự vật, hiện tượng, quá trình mới, đã vượt khỏi khuôn khổ của các phạm trù được xác lập từ trước, làm suy yếu tính lý giải và khả năng phân tích của nhiều học thuyết. Mặt khác, các học thuyết riêng biệt cũng chỉ làm sáng tỏ phần nào đó của đời sống kinh tế mà thôi. Kinh tế học lý luận vẫn còn đang tiếp tục sửa đổi, bổ sung và phát triển. Người nhận giải thưởng Nobel Kinh tế năm 1988 Maurice Allais nhận định vấn đề phát triển kinh tế học lý luận như sau: "Cũng như vật lý học hiện nay cần một lý thuyết thống nhất về vạn vật hấp dẫn, các ngành khoa học nhân văn cần một lý thuyết thống nhất về hành vi con người" . Vấn đề đó đến nay vẫn còn là một khoảng trống trong khoa học kinh tế.
Kinh tế học là việc nghiên cứu xem xã hội quyết định các vấn đề sản xuất cái gì, sản xuất như thế nào và sản xuất cho ai..

## Cách tiếp cận kinh tế học lý luận
1. Xem kinh tế như một hệ thống của lực lượng sản xuất và quan hệ sản xuất. Trong đó lý thuyết nghiên cứu các biểu hiện bên ngoài của các quá trình kinh tế liên hệ chúng với bản chất xã hội trong các giai đoạn lịch sử nhất định. Cách tiếp cận này là định hướng của kinh tế chính trị Marxist.
2. Xem xét quan hệ nhu cầu - tài nguyên với nhận định rằng nhu cầu là vô hạn, còn tài nguyên là hữu hạn. Trên cơ sở đó lý thuyết kinh tế hướng đến việc tìm ra hiệu quả kinh tế thông qua lựa chọn hợp lý các yếu tố hay tổ hợp các yếu tố sản xuất. Cách tiếp cận này là cơ sở nghiên cứu của Kinh tế học hiện tại. Nó định hướng cho nghiên cứu vấn đề phân phối các nguồn tài nguyên khan hiếm. Quá trình phân phối trước hết đối mặt với vấn đề con người: "Ai được sử dụng gì?", sau đó là vấn đề thời gian: "Sử dụng trong hiện tại hay trong tương lai?" Trường phái kinh tế học cổ điển cho rằng thị trường là nơi có thể đưa ra một cách tối ưu quyết định ai, tài nguyên nào và khi nào sử dụng. Kể từ John Maynard Keynes, kinh tế học hiện đại được dung hòa giữa vai trò của thị trường và sự can thiệp của nhà nước.
3. Xem hệ thống xã hội là tập hợp các quan hệ kinh tế-xã hội mà mục đích của hệ thống đó là tăng trưởng kinh tế bền vững và thịnh vượng xã hội thông qua sử dụng hiệu quả tài nguyên và cách điều hòa hợp lý của nhà nước. Cách tiếp cận này tạo cơ sở nghiên cứu cho kinh tế học định chế.

Hiện nay vẫn chiếm ưu thế là cách tiếp cận về sự khan hiếm tài nguyên. Bởi vì các tài nguyên mà con người có thể sử dụng được là hữu hạn, cho nên con người buộc phải lựa chọn cách sử dụng chúng thế nào để đạt lợi ích lớn nhất.

## Các lĩnh vực nghiên cứu của khoa học kinh tế
Lĩnh vực nghiên cứu được phân loại bằng các cách khác nhau:
1. Kinh tế vi mô, kinh tế vĩ mô và kinh tế thế giới là cách chia theo kinh tế học hiện tại (Modern Economics)
2. Kinh tế học thực chứng và kinh tế học chuẩn tắc. Kinh tế học được gọi là thực chứng khi nó nhằm mục đích giải thích các hậu quả từ những lựa chọn khác nhau dựa trên một tập hợp các giả định hay các quan sát và được gọi là chuẩn tắc khi nó nhằm đưa ra lời khuyên cần phải làm gì.
3. Kinh tế chính thống và kinh tế phi chính thống. Được gọi là chính thống nếu định hướng nghiên cứu tuân theo tổ hợp giả thuyết "Hợp lý – Chủ nghĩa cá thể - Cân bằng" và phi chính thống nếu chuyên theo "Định chế - Lịch sử - Cơ cấu xã hội".
4. Phân loại theo ngành nếu nghiên cứu kinh tế kết hợp với các ngành khoa học khác hoặc vấn đề kinh tế nằm trong phạm vi các lĩnh vực nghiên cứu khác. Đó là: địa lý kinh tế, lịch sử kinh tế, kinh tế văn hóa, kinh tế công cộng, kinh tế tiền tệ, kinh tế quốc tế, kinh tế công nghiệp, kinh tế nông nghiệp, kinh tế môi trường, kinh tế tài chính, kinh tế thông tin, kinh tế lao động, luật và kinh tế, toán kinh tế, lý thuyết trò chơi, thống kê, kinh tế lượng, kế toán.

## Lược sử khoa học kinh tế và các trường phái kinh tế

### Các trường phái kinh tế học sơ khai
Các trường phái kinh tế học cổ đại xuất hiện rất sớm từ thời các nền dân chủ Lưỡng Hà, Hy Lạp, La Mã, Ấn Độ, Trung Quốc, Ba Tư và Ả Rập. Nhiều học giả nổi tiếng như Aristotle, Chanakya, Tần Thủy Hoàng, Thomas Aquinas và Ibn Khaldun vào thế kỷ XIV. Joseph Schumpeter được xem là người khởi đầu cho giai đoạn Hậu triết học kinh viện vào khoảng thời gian từ thế kỷ XIV đến thế kỷ XVII, được đánh giá là "đã tiến rất gần tới chỗ kinh tế học trở thành một khoa học thật sự", khi đã đề cập đến tiền tệ, lãi suất, thuyết giá trị trên quan điểm quy luật tự nhiên. Những khám phá của Ibn Khaldun trong cuốn Muqaddimah được Schumpeter đánh giá là người đi trước và tiến rất gần tới kinh tế học hiện đại, mặc dù các lý thuyết của ông không được biết đến nhiều cho tới tận gần đây.
Lý thuyết kinh tế là môn khoa học từ khi nó trở thành một hệ thống kiến thức về các quy luật, nguyên tắc, phương pháp, có khả năng phản ánh và điều hành sự phát triển kinh tế và xã hội. Những tư tưởng kinh tế đã bắt đầu xuất hiện ở thế kỷ XVII-XVIII, giai đoạn hình thành chủ nghĩa tư bản. Có hai nhóm học giả, là những nhà trọng thương và những người trọng nông, đã có những ảnh hưởng trực tiếp hơn đến những bước phát triển về sau này của kinh tế học. Cả hai nhóm này đều liên quan đến sự phát triển của chủ nghĩa bảo hộ nội địa và chủ nghĩa tư bản hiện đại. Trường phái kinh tế đầu tiên là chủ nghĩa trọng thương (Mercantilism) mà người đại diện của nó là Antuan Moncretien với tác phẩm "Luận bàn về kinh tế chính trị" (1615) đã đưa khái niệm này vào tập hợp thuật ngữ khoa học. Khoa học kinh tế đầu tiên phát triển từ kinh tế chính trị, tuy cuối thế kỷ XIX ở phương Tây thuật ngữ kinh tế chính trị (Political economy) đã được thay bằng thuật ngữ kinh tế học (Economics), đồng thời với sự xuất hiện nhiều học thuyết kinh tế tách các quan hệ chính trị-xã hội ra khỏi đối tượng nghiên cứu, đề xuất những phương pháp mới không liên quan đến thuyết giá trị về lao động hay quyền lợi giai cấp. Chủ nghĩa trọng thương là một học thuyết kinh tế nở rộ vào thời gian từ thế kỷ XVI đến thế kỷ XVIII trong các cuộc đàm đạo chính sự, giữa những thương gia và chính khách. Theo chủ nghĩa này thì của cải của quốc gia nên phụ thuộc vào vàng và bạc. Các quốc gia không có sẵn mỏ vàng/bạc có thể vẫn sở hữu vàng/bạc thông qua thương mại bằng cách bán hàng hóa ra nước ngoài và hạn chế nhập khẩu hàng hóa, trừ vàng/bạc. Học thuyết kêu gọi nên nhập khẩu nguyên liệu thô về để chế biến và xuất khẩu lại ra nước ngoài, và chính phủ nên đánh thuế vào hàng hóa đã chế tạo nhập khẩu từ nước ngoài cũng như cấm chế tạo hàng hóa ở các thuộc địa.
Chủ nghĩa trọng nông, một nhóm các học giả và các nhà lý luận người Pháp vào thế kỷ XVIII, đã phát triển một quan điểm xem nền kinh tế như một vòng luân chuyển của thu nhập và đầu ra; họ cho rằng lĩnh vực quan trọng của kinh tế là sản xuất chứ không phải thương mại. Người đứng đầu khuynh hướng này là François Quesnay. Trong "Biểu đồ kinh tế" của mình ông phân tích quá trình tái sản xuất xã hội và phân phối sản phẩm xã hội giữa ba thành phần giai cấp: người sản xuất, chủ đất và người phi sản xuất. Như vậy trường phái cổ điển đã chuyển hướng nghiên cứu từ lĩnh vực thương mại sang lĩnh vực sản xuất và tái sản xuất, xây dựng nền móng cho thuyết giá trị về lao động. Các nhà kinh tế cổ điển đánh giá phát triển xã hội bằng sự kết hợp hai phương diện kinh tế và xã hội. Những nhà trọng nông tin rằng chỉ có sản xuất nông nghiệp mới có thể tạo ra thặng dư rõ rệt so với chi phí, vì thế, nông nghiệp là nền tảng của của cải. Họ phản đối chính sách của những nhà trọng thương đã khuếch trường chế tạo và thương mại bằng cách bòn rút từ nông nghiệp, trong đó có thuế quan nhập khẩu. Những nhà trọng nông ủng hộ việc từ bỏ thuế đánh trên chi phí theo đơn vị hành chính sang sử dụng một loại thế duy nhất đánh trên thu nhập của chủ đất. Những sự thay đổi quan điểm về thuế bất động sản vẫn còn xuất hiện trong tư tưởng của các nhà kinh tế học sau này (ví dụ như Henry George vào một thế kỷ sau), với các quan điểm về doanh thu thuế đạt được từ những nguồn không gây méo mó thị trường. Các nhà trọng nông, nói chung, là một phía đối chọi với làn sóng của chủ nghĩa trọng thương với những quy tắc thương mại; họ ủng hộ một chính sách "laissez-faire" (tiếng Pháp: dịch: hãy cứ làm điều đó) kêu gọi sự can thiệp tối thiểu của chính phủ vào thị trường.

### Kinh tế học cổ điển
Phát triển thật sự của kinh tế học bắt đầu từ trường phái cổ điển. Những công trình khoa học của những nhà kinh tế học đại diện trường phái này như "Luận bàn về thuế" (1662) của William Petty, "Biểu đồ kinh tế" (1758) của François Quesnay, "Nghiên cứu về bản chất và nguyên nhân giàu có của các quốc gia" (hay "Sự giàu có của các quốc gia") (1776) của Adam Smith, "Nguyên lý kinh tế chính trị và áp thuế" (1817) của David Ricardo.
Cuối nửa thế kỷ XIX đầu thế kỷ XX từ trường phái cổ điển xuất hiện nhiều khuynh hướng khác, trong số đó có Kinh tế học tân cổ điển với các nhà khoa học Carl Menger, E. Roy Weintraub, Léon Walras, William Stanley Jevons, John Bates Clark, Alfred Marshall và Kinh tế chính trị Marx-Lenin. Trong Kinh tế tân cổ điển có trường phái Kinh tế lịch sử (V. Zombart, M.Veblen), học thuyết định chế (T. Veblen, J. Gelbrath), thuyết hiệu dụng biên (J. B. Clark, C. Menger, F. Hayek). Các nhà kinh tế tân cổ điển nghiên cứu các quá trình kinh tế cụ thể, hành vi các chủ thể kinh tế, cơ chế thị trường tự do. Theo họ nhà nước chỉ giữ vững các điều kiện để phát triển thị trường và cạnh tranh, nhưng không nên can thiệp vào hoạt động kinh tế.

### Kinh tế học Marxist
Kinh tế chính trị Marx-Lenin được trình bày trong các tác phẩm lý luận như: "Tư bản" (Karl Marx), "Chống Duyring" (F. Engels), "Chủ nghĩa đế quốc là giai đoạn tột cùng của chủ nghĩa tư bản" (V.I.Lenin). Trên cơ sở phân tích sự phát triển chủ nghĩa tư bản trong giai đoạn lịch sử của nó Marx đã phát triển và củng cố thuyết giá trị về lao động và xây dựng thuyết giá trị thặng dư, thuyết tích lũy và chuyển động tư bản, chỉ ra cơ chế vận động và mâu thuẫn trong xã hội tư sản.

### Trường phái Keynesian
Trường phái Keynesian xuất hiện trong thập niên 30 của thế kỷ XX do nhà kinh tế lỗi lạc John Maynard Keynes sáng lập như một khuynh hướng độc lập với trường phái tân cổ điển. Tác phẩm "Lý thuyết cơ bản về việc làm, lãi suất và tiền tệ" của Keynes đưa ra những phương pháp điều chỉnh kinh tế từ phía nhà nước nhằm giảm mức thất nghiệp, dùng các công cụ tài chính để làm tăng hiệu quả lượng cầu hàng hóa, tăng tỷ lệ tiêu dùng.
Vào nửa đầu thập niên 50 thế kỷ XX trường phái Tân Keynesian tiếp nhận những quan điểm cơ bản của Keynes và trình bày lý thuyết tốc độ và yếu tố tăng trưởng, xây dựng mô hình tăng trưởng kinh tế. Những công trình nghiên cứu của R. Harrod, E. Domar, E. Hansen tập trung vào vấn đề kết hợp hiệu quả các yếu tố, làm sao trong điều kiện cạnh tranh tự do có thể tăng lượng sản xuất và giảm tối thiểu chi phí lao động và vốn.
Trường phái tân cổ điển với học thuyết tự do kinh doanh còn phục hưng trở lại ở thập niên 70-80 với chủ nghĩa tiền tệ. Đứng đầu học thuyết này là Milton Friedman, F. Hayek, cho rằng tiền tệ và lưu thông tiền tệ là công cụ hiệu quả của điều chỉnh và tự điều chỉnh thị trường, có khả năng đảm bảo ổn định và phát triển phi khủng hoảng kinh tế.
Quan điểm về sự kết hợp giữa điều hòa sản xuất khu vực nhà nước với kích thích tự do thị trường là khuynh hướng của chủ nghĩa tổng hợp do J. R. Hicks, P. Samuelson và những người khác lập nên trong những năm gần đây.
Các học thuyết kinh tế ra đời từ các trường phái hay khuynh hướng nổi tiếng như trường phái Áo, trường phái Chicago, trường phái Freiburg, trường phái Lausanne và trường phái Stockholm.

### Học thuyết kinh tế "mới"Degrowth - "Giảm phát triển"
Degrowth (tiếng Pháp: décroissance) là một học thuyết mới về chính trị, kinh tế và xã hội phong trào dựa trên thái kinh tế, chống lại người tiêu dùng và chống chủ nghĩa tư bản. Nó là cũng được coi là một điều cần thiết chiến lược kinh tế đáp ứng những giới hạn để tăng trưởng tiến thoái lưỡng nan (thấy con Đường dẫn đến Degrowth trong Overdeveloped Nước và đăng-tăng trưởng). Degrowth nhà tư tưởng và hoạt động ủng hộ cho các downscaling của sản xuất và tiêu thụ—các co của nền kinh tế—cho rằng quá mức nằm ở gốc của dài hạn vấn đề môi trường và xã hội bất bình đẳng. Chìa khóa để các khái niệm của degrowth là giảm tiêu thụ không đòi hỏi cá nhân martyring hoặc một giảm trong hạnh phúc. đúng Hơn, "degrowthists" mục đích để tối đa hóa hạnh phúc qua không phung phí, có nghĩa là làm việc chia sẻ, tốn ít khi dành thêm thời gian để nghệ thuật, âm nhạc, gia đình, thiên nhiên và văn hóa cộng đồng.

## Các quy luật kinh tế

### Các quy luật kinh tế khách quan
- Quy luật giá trị
- Quy luật cầu
- Quy luật cung
- Quy luật cung - cầu
- Quy luật ích dụng giảm biên
- Quy luật hiệu suất giảm
- Quy luật chi phí thay thế tăng
- Quy luật ảnh hưởng của tình trạng khan hiếm tài nguyên

### Các quy luật cơ bản của kinh tế thị trường
- Xu hướng bảo toàn cân bằng của hệ thống
- Mâu thuẫn phát triển của hệ thống
- Tính chu kỳ của hệ thống
- Sức chứa biên của thị trường
- Giá trị sử dụng của hàng hóa
- Sự kích thích quyền lợi nhà sản xuất
- Phân phối thu nhập theo lao động
- Sự thay thế và tái tạo tài nguyên vật chất và tài nguyên lao động
- Hiệu quả tối ưu của sở hữu hoàn toàn.

## Các hệ thống kinh tế
Hệ thống kinh tế là toàn bộ những thành phần có trật tự, mang tính tổ chức, tương đối biệt lập, và có khả năng thực hiện một loạt các chức năng mà những thành phần riêng biệt của hệ thống không thể thực hiện được. Để xác định đặc điểm của một hệ thống kinh tế bất kỳ người ta dựa trên sự phân biệt các thành phần đặc trưng, tính tổ chức, cơ cấu và các chức năng. Kinh tế là một hệ thống phức tạp, nhiều cấp bậc, tự phát triển. Hai yếu tố quan trọng xây dựng nên hệ thống kinh tế là chủ thể kinh tế và môi trường định chế. Một phương pháp nghiên cứu hệ thống kinh tế là so sánh kinh tế. Đó là xu hướng phân tích kinh tế xuất hiện sau thế chiến thứ hai và gắn liền với tên tuổi các nhà kinh tế học nổi tiếng như P. Samuelson, K. Landuaer, V. Oyken, K. Polany.
Có 3 xu hướng cơ bản về phân tích hệ thống kinh tế:
- So sánh những hệ thống kinh tế trước và sau công nghiệp hóa (phân tích so sánh dọc)
- So sánh những hệ thống kinh tế trong cùng một thời đại (phân tích so sánh ngang). Ví dụ: so sánh kinh tế kế hoạch tập trung và kinh tế thị trường
- So sánh các hệ thống chuyển tiếp. Ví dụ từ kinh tế hành chính-mệnh lệnh sang kinh tế thị trường, hay kinh tế thị trường tự do sang kinh tế hỗn hợp.

## Các khái niệm cơ bản

### Giới hạn khả năng sản xuất, chi phí cơ hội và hiệu quả
Kinh tế học trả lời 3 câu hỏi cơ bản:
- Sản xuất cái gì, với số lượng bao nhiêu? (tiêu dùng hay đầu tư, hàng hóa tư nhân hay công cộng, thịt hay khoai tây...)
- Sản xuất như thế nào? (sử dụng công nghệ nào?...)
- Sản xuất cho ai? (sản xuất phải hướng đến nhu cầu người tiêu dùng, phân phối đầu ra cho ai?...)

Một công cụ để phân tích vấn đề này là đường giới hạn khả năng sản xuất (viết tắt: theo tiếng Anh: PPF- production possibilities frontier). Giả sử, một nền kinh tế chỉ sản xuất hai loại hàng hóa. Đường PPF chỉ ra các sản lượng khác nhau của hai loại hàng hóa. Công nghệ và nguồn lực đầu vào (như: đất đai, nguồn vốn, lao động tiềm năng) cho trước sẽ sản xuất ra một mức giới hạn tổng sản lượng đầu ra. Điểm A trên đồ thị chỉ ra rằng có một lượng FA thực phẩm và một lượng CA máy tính được sản xuất khi sản xuất ở mức hiệu quả. Cũng tương tự như vậy đối với một lượng FB thực phẩm và CB máy tính ở điểm B. Mọi điểm trên đường PPF đều chỉ ra tổng sản lượng tiềm năng tối đa của nền kinh tế, mà ở đó, sản lượng của một loại hàng hóa là tối đa tương ứng với một lượng cho trước của loại hàng hóa khác.
Sự khan hiếm chỉ ra rằng, mọi người sẵn sàng mua nhưng không thể mua ở các mức sản lượng ngoài đường PPF. Khi di chuyển dọc theo đường PPF, nếu sản xuất một loại hàng hóa nào nhiều hơn thì sản xuất một loại hàng hóa khác phải ít đi, sản lượng hai loại hàng hóa có mối quan hệ tỷ lệ nghịch. Điều này xảy ra là bởi vì để tăng sản lượng một loại hàng hóa đòi hỏi phải có sự dịch chuyển nguồn lực đầu vào để sản xuất loại hàng hóa kia. Độ dốc tại một điểm của đồ thị thể hiện sự đánh đổi giữa hai loại hàng hóa. Nó đo lường chi phí của một đơn vị tăng thêm của một loại hàng hóa khi bỏ không sản xuất một loại hàng hóa khác, đây là một ví dụ về chi phí cơ hội. Chi phí cơ hội được miêu tả như là một "mối quan hệ cơ bản giữa khan hiếm và lựa chọn". Trong kinh tế thị trường, di chuyển dọc theo một đường có thể được miêu tả như là lựa chọn xem có nên tăng sản lượng đầu ra của một loại hàng hóa trên chi phí của một loại hàng hóa khác không.
Với sự giải thích như trên, mỗi điểm trên đường PPF đều thể hiện hiệu quả sản xuất bằng cách tối đa hóa đầu ra với một sản lượng đầu vào cho trước. Một điểm ở bên trong đường PPF, ví dụ như điểm U, là có thể thực hiện được nhưng lại ở mức sản xuất không hiệu quả (bỏ phí không sử dụng các nguồn lực đầu vào). Ở mức này, đầu ra của một hoặc hai loại hàng hóa có thể tăng lên bằng cách di chuyển theo hướng đông bắc đến một điểm nằm trên đường cong. Một ví dụ cho sản xuất không hiệu quả là thất nghiệp cao trong thời kỳ suy thoái kinh tế. Mặc dù vậy, một điểm trên đường PPF không có nghĩa là đã đạt hiệu quả phân phối một cách đầy đủ nếu như nền kinh tế không sản xuất được một tập hợp các loại hàng hóa phù hợp với sự ưa thích của người tiêu dùng. Liên quan đến sự phân tích này là kiến thức được nghiên cứu trong môn kinh tế học công cộng, môn khoa học nghiên cứu làm thế nào mà một nền kinh tế có thể cải thiện sự hiệu quả của nó. Tóm lại, nhận thức về sự khan hiếm và việc một nền kinh tế sử dụng các nguồn lực như thế nào cho hiệu quả nhất là một vấn đề cốt yếu của kinh tế học.

### Sự chuyên môn hóa, các nhóm lao động và lợi ích từ thương mại
Sự chuyên môn hóa trong sản xuất đã rất phổ biến trong tổ chức sản xuất. Người ta đã nói đến từ lâu những đóng góp của chuyên môn hóa vào hiệu quả kinh tế và tiến bộ công nghệ.
Lý thuyết chỉ ra rằng, các động lực thị trường như là giá sản phẩm đầu ra và đầu vào để sản xuất sẽ phân bổ các yếu tố sản xuất dựa theo lợi thế so sánh.

### Tiền
Tiền là phương tiện thanh toán khi trao đổi ở hầu hết các nền kinh tế thị trường và là một đơn vị trao đổi thể hiện giá cả. Tiền là một thiết chế xã hội, giống như ngôn ngữ. Là một trung gian trao đổi, tiền làm cho thương mại được tiến hành thuận tiện hơn. Chức năng kinh tế của tiền là trái ngược với cách thức trao đổi hàng đổi hàng (trao đổi không dùng tiền), tiền làm giảm chi phí giao dịch.

### Cung và cầu
Lý thuyết cung cầu là nguyên tắc giải thích giá và lượng hàng hóa trao đổi trong một nền kinh tế thị trường.Trong kinh tế vi mô, nó đề cập đến giá và đầu ra trong điều kiện thị trường cạnh tranh hoàn hảo.
Đối với một thị trường hàng hóa cho trước, cầu là số lượng mà mọi người mua tiềm năng chuẩn bị mua tại mỗi đơn vị giá hàng hóa. Cầu được thể hiện bởi một bảng hoặc một đồ thị thể hiện mối quan hệ giữa giá và lượng cầu. Lý thuyết nhu cầu giả thiết rằng, cá nhân người tiêu dùng suy nghĩ một cách hợp lý, họ lựa chọn số lượng hàng hóa mà họ ưa thích nhất trên cơ sở giá cả, ngân sách và sở thích của họ. Thuật ngữ kinh tế học miêu tả điều này là "tối đa hóa thỏa dụng trong khả năng" (với thu nhập được xem như là khả năng). Quy luật cầu phát biểu rằng, nhìn chung, giá và lượng cầu trong một thị trường xác định là tỷ lệ nghịch. Nói cách khác, với một giá sản phẩm cao hơn, người tiêu dùng có thể và sẵn sàng mua tại mức số lượng hàng hóa thấp hơn (những biến số khác không đổi). Khi giá tăng, quyền của người mua giảm (ảnh hưởng thu nhập) và người mua mua ít hàng hóa đắt tiền hơn (ảnh hưởng thay thế). Các yếu tố khác cũng có thể ảnh hưởng đến lượng cầu, ví dụ khi thu nhập tăng thì đường cầu dịch chuyển ra ngoài.
Cung là mối liên hệ giữa giá của một loại hàng hóa và lượng hàng hóa mà người sản xuất sẵn sàng bán tại mức giá đó. Cung được thể hiện trong một bảng hoặc đường cung. Người sản xuất, giả sử, luôn muốn tối đa hóa lợi nhuận, nghĩa là họ luôn nỗ lực sản xuất tại mức sản lượng đem lại cho họ lợi nhuận cao nhất. Cung thể hiện mối quan hệ tỷ lệ thuận giữa giá và lượng cung. Nói cách khác, giá càng cao thì người sản xuất càng muốn bán nhiều hơn.
Mô hình cung cầu chỉ ra rằng, giá và lượng hàng hóa thường bình ổn tại mức giá mà ở đó lượng cung bằng lượng cầu. Đó là giao điểm của đường cung và đường cầu, gọi là điểm cân bằng của thị trường.